# Sociedad de Hispanistas Franceses

La Sociedad de Hispanistas Franceses (en francés: Société des Hispanistes de l'Enseignement Supérieur) (S.H.F.) es una organización fundada el 26 de febrero de 1963 en Francia por el profesor Marcel Bataillon, actualmente su sede reside en París. Después de la intervención personal y fecunda de los profesores como Noël Salomon y Maxime Chevalier de la Universidad de Burdeos, tuvieron de los primeros contactos en la que se había hallado una aprobación general y entusiasta. Los objetivos principales de la Sociedad son la defensa y promoción del estudio de la lengua y de la literatura española, en el ámbito universitario francés, ya que también se promueven la enseñanza y la investigación del resto de las lenguas, literaturas y civilizaciones de la península ibérica como de España, Portugal, Andorra y América Latina.
Mediante su sitio internet y su boletín mensual denominado en francés, L’Evénementiel, esto facilita a la Sociedad en tener información y mejoría en la comunicación de profesores e investigadores en estas disciplinas.
La  impulsión de los estudios hispánicos en Francia la promovieron los demás maestros o profesores como Pierre Paris, Ernesto Merimée, fundador del Instituto Francés de Madrid, creador de un Manual de historia de la literatura española y estudioso de Quevedo y Guillén de Castro, su hijo Henri; Léo Rouanet, Jean Joseph Stanislas Albert Damas Hinard, Jean-Josep Saroïhandy, Jean Camp, Georges Cirot, Théodore de Puymaigre, Desdevises du Dézert, Gaston Paris, Adolphe de Puibusque, Raymond Foulché-Delbosc, Eugène Kohler, Ernest Martinenche, Guillaume Huszár, Marcel Bataillon, Alfred Morel-Fatio, Maurice Legendre Jean Sarrailh, Jean Cassou, Félix Lecoy, Valery Larbaud, Pierre Fouché, Marcel Lepée, Henri Gavel, Jean Ducamin, Pierre Le Gentil, Israël Salvator Révah, Noel Salomon, Alain Guy, Maxime Chevalier, Louis Combet, Georges Demerson, Marcelin Défourneaux, Charles Vincent Aubrun, Robert Marrast, Gaspard Delpy, Pierre Vilar, Bartolomé Benassar, Joseph Pérez, Jean Canavaggio, Jean Descola, René Andioc, Albert Dérozier, Claude Morange, Marc Vitse, Robert Jammes, Frédéric Serralta, Lucienne Domergue, Théodore Joseph Boudet, Adolphe Coster, Claude Couffon, Maurice Molho y entre otros.
En la actualidad los centros más importantes del Hispanismo en Francia se encuentran en las universidades de Burdeos y de Toulouse, y en París, donde existe el llamado Institut des Études Hispaniques, fundado en 1912. Se editan además revistas muy prestigiosas, como el Bulletin Hispanique.
Por vinculación histórica, algunos territorios franceses también formaron parte del imperio español,  cuando los monarcas hispánicos gobernaron algunas regiones como el Franco Condado y Charolais, en la zona centro-oriental de Francia. Así también como Rosellón, la ciudad de Niza, que contó también con la protección militar de la poderosa República de Génova, y Artois, que formó parte de los Países Bajos Españoles. Ambos formaron parte de la Monarquía Hispánica hasta que se llegó con un acuerdo de tratado de Paz entre Francia y España, en el que España cedió estos territorios y fueron anexadas lo que actualmente constituyen parte de Francia metropolitana.
Francia también solicitó su participación en la Cumbre Iberoamericana y está como observador para formar parte de la Comunidad Iberoamericana de Naciones, aparte de formar parte de la Organización Internacional de la Francofonía.